# La Tête dans les nuages (film, 1986)
Pour les articles homonymes, voir La Tête dans les nuages.
Pour plus de détails, voir Fiche technique et Distribution.
La Tête dans les nuages (The Boy Who Could Fly) est un film américain fantastique réalisé par Nick Castle, sorti en 1986.

## Synopsis
Milly et Louis, qui ont eu la douleur de perdre leur père, s'installent avec leur mère, Charlène, dans une nouvelle maison. Malgré de nombreux soucis personnels, Milly parvient à devenir ami avec Eric, leur nouveau voisin, qui est autiste. Ce jeune homme est fasciné par le fait de voler, et embrasse le fol espoir de pouvoir réussir à lui-même voler... 

## Fiche technique
- Titre : La Tête dans les nuages
- Titre original : The Boy Who Could Fly
- Réalisation : Nick Castle
- Scénario : Nick Castle
- Production : Gary Adelson, Brian E. Frankish, Richard Vane
- Musique : Bruce Broughton
- Photographie : Adam Holender, Steven Poster
- Montage : Patrick Kennedy
- Direction artistique : James D. Bissell
- Costumes : Trish Keating
- Chef-décorateur : Graeme Murray
- Pays de production : États-Unis
- Langue : anglais
- Genre : fantastique
- Durée : 114 minutes
- Date de sortie : 
  - États-Unis :15 août 1986

## Distribution
- Lucy Deakins : Milly
- Jay Underwood : Eric
- Bonnie Bedelia : Charlène
- Fred Savage : Louis
- Colleen Dewhurst : Mme Sherman
- Fred Gwynne : Oncle Hugo
- Jason Priestley : Gary
- Cameron Bancroft : Joe
- Janet MacLachlan : Mme D'Gregario
- John Carpenter : Membre des "Coupe de Villes"
- Nick Castle : Membre des "Coupe de Villes"
- Tommy Lee Wallace : Membre des "Coupe de Villes"
- Louise Fletcher : Psychiatre (non créditée)

## Distinctions
- Saturn Award du meilleur film fantastique 1987
  - Nomination au Saturn Award du meilleur jeune acteur 1987 (Lucy Deakins)
  - Nomination au Saturn Award du meilleur jeune acteur 1987 (Jay Underwood)
  - Nomination au Saturn Award du meilleur scénario 1987 (Nick Castle)
- Young Artist Award du meilleur jeune acteur dans un second rôle 1987 (Fred Savage)
  - Nomination au Young Artist Award du meilleur film familial - Comédie ou musical 1987
  - Nomination au Young Artist Award de la meilleure actrice 1987 (Lucy Deakins)

## Bande originale
La bande originale du film, composée et dirigée Bruce Broughton, a été réenregistrée pour une sortie en CD par le label Varèse Sarabande en 1986. À cette occasion, les musiques ont été ré-interprétées par le Sinfonia of London et dirigées par Bruce Broughton lui-même. Néanmoins, seuls quelques morceaux choisis, et non pas l'intégralité de la bande originale, furent retenus pour cette édition CD :
1. Main Title (2:36)
2. New Starts (3:51)
3. Millie's Science Project (3:09)
4. Family (2:57)
5. Flying (4:29)
6. Eric On The Roof (2:23)
7. Eric Agitated/Louis Defeated (3:55)
8. Millie And Eric Flee (3:45)
9. In The Air (4:31)
10. The Boy Who Could Fly (2:45)

En 2002, le label Percepto a édité les musiques originales, telles qu'elles avaient été enregistrées pour le film. Seul manque le titre "Walking on Air", écrit et interprété par Stephen Bishop pour le film et qui accompagne le générique de fin :
1. Main Title/Meeting Eric (4:44)
2. Military Mission/New Neighbors (2:10)
3. Night (1:02)
4. Surprise Visit (1:23)
5. Eric On The Roof (2:24)
6. Milly’s Science Project (3:33)
7. Heads Up (1:39)
8. Family (3:08)
9. The Field Trip (1:57)
10. The Hospital/Flying (7:37)
11. Returning Home (3:59)
12. Eric Agitated/Louis Defeated (4:16)
13. The Rainstorm/The Ring (6:40)
14. Milly & Eric Flee/Into The Air (9:01)
15. New Starts (4:14)
16. Milly Reflects (2:06)
17. The Boy Who Could Fly (3:02)